# Real Fine Place
Real Fine Place è il quinto album in studio della cantante country statunitense Sara Evans, pubblicato nel 2005.

## Tracce
1. Coalmine – 3:26
2. A Real Fine Place to Start – 4:00
3. Cheatin' – 3:27
4. New Hometown – 3:54
5. You'll Always Be My Baby – 4:37
6. Supernatural – 4:38
7. Roll Me Back in Time – 4:56
8. The Secrets That We Keep – 3:40
9. Bible Song – 4:46
10. Tell Me – 3:55
11. Missing Missouri – 4:16
12. Momma's Night Out – 2:53
13. These Four Walls – 4:34